# Juan Bautista Scalabrini

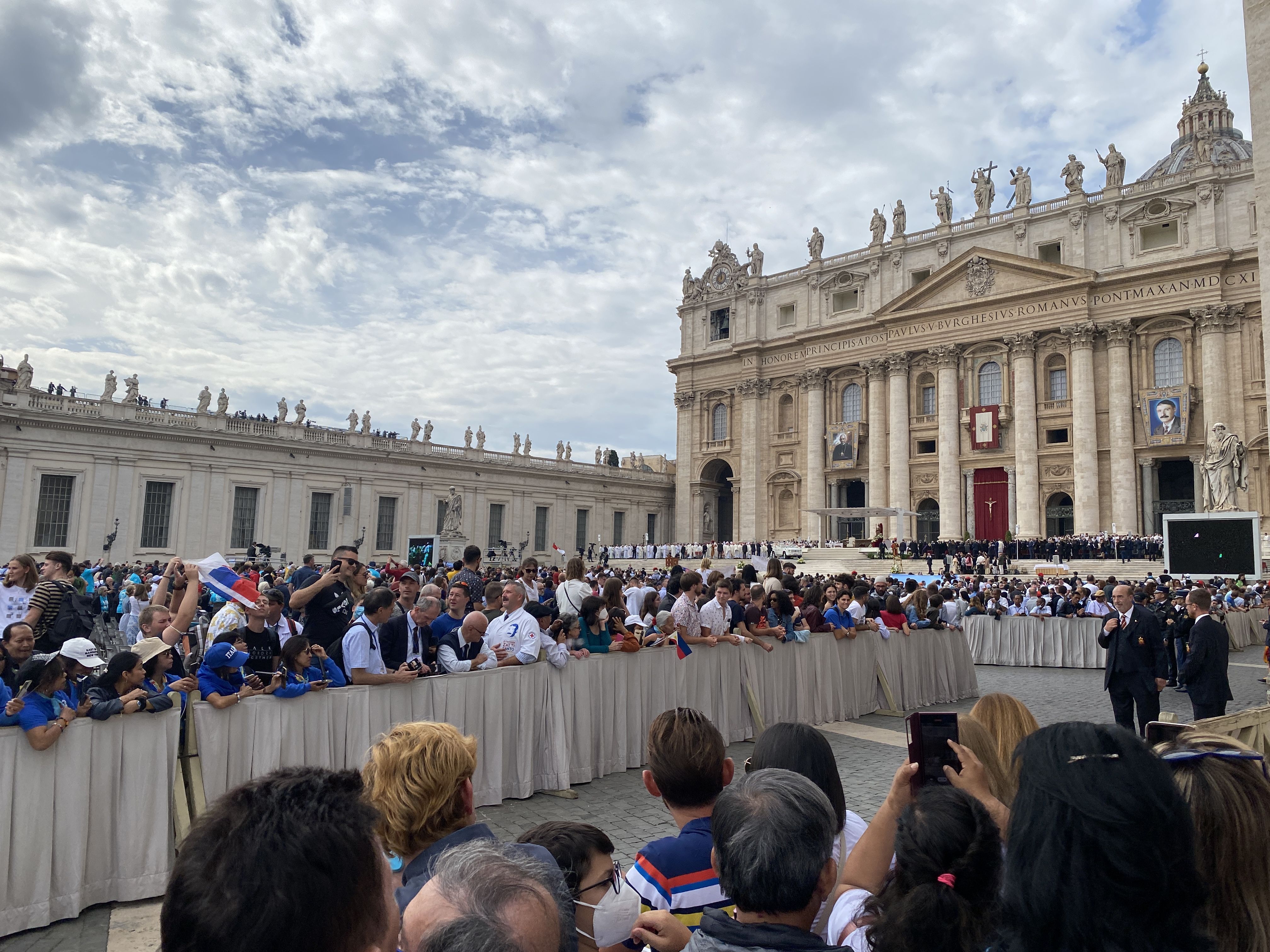
Misa de canonización de Juan Bautista Scalabrini en la Basílica de San Pedro, Ciudad del Vaticano, 9 de octubre de 2022.

Juan Bautista Scalabrini (Fino Mornasco, 8 de julio de 1839-Piacenza, 1 de junio de 1905) fue un prelado italiano, canonizado como santo el 9 de octubre de 2022.

## Primeros años de vida
Sus padres fueron Colomba y Luis Scalabrini, tenía además 7 hermanos. Existía necesidad financiera en la familia, dos de sus hermanos tuvieron que migrar a América; la mayoría de las personas que vivían en su pueblo migraron a Suiza para trabajar en el campo. Su hermana Luisa fue la que más le ayudó en cuestión de pastoral a Juan Bautista tanto en el instituto parroquial que fundó como en el orfanato más adelante.

## Años de seminario y ordenación
Los años de su formación en el Seminario los pasó en la ciudad de Como, Italia. Rápidamente se distinguió por su gran desempeño en los estudios, sus compañeros se admiraban cuando él compartía algunos temas, siempre fue el más aplicado de su clase desde que entró hasta que terminó sus estudios.
Se ordenó Sacerdote el 30 de mayo de 1863. Pensó entrar en la Pía Institución de las Misiones al Extranjero para realizar una labor de evangelización en las Indias. Fue vicerrector del seminario de Como una vez que fue ordenado; enseñaba en el seminario las materias de religión, Historia y Griego. Se convierte en Rector a los 29 años de edad.
Entabla una relación muy estrecha con Serafino Balestra, apóstol de los sordomudos; Serafino inventa un método de enseñanza para los sordomudos ya que en aquellas épocas este tipo de personas eran marginadas en cuestiones de educación, tanto cívica con en catequesis y colabora con Scalabrini para enseñarlo.

## Apostolado
A los 31 años se vuelve párroco de San Bartolomeo, una parroquia ubicada a las afueras de la ciudad, su gran celo pastoral lo lleva a desarrollar un programa de Catequesis tanto para adultos, como para niños (1875), crea oratorios para Jóvenes y Señoritas. Tanto era el fervor que sentía ante el adoctrinamiento de su rebaño que preparó sus homilías de tal forma en la que les pudiera explicar el Concilio Vaticano I. El pueblo donde se ubicaba la parroquia sufría mucho a causa de la sobreexplotación laboral y los malos salarios que recibían. Hace una fuerte crítica a la iglesia por su nula participación ante esta situación. Scalabrini motivó la creación de sindicatos en los que se exigieran mejores condiciones de trabajo.
Mons. Scalabrini dio algunas conferencias que trataban acerca de los contenidos de constituciones eclesiales como la Dei Filius que trata de la fe y sobre la constitución, Pastor Aeternus, que habla del primado e infalibilidad del sumo Pontífice. Esta última causó gran polémica en la sociedad de su tiempo, pues el Papa estaba siendo muy atacado por un grupo de intelectuales conocidos como los Iluministas.

## Vida de obispo
Mons. Scalabrini es ordenado obispo a los 36 años de edad. Realizó 5 visitas pastorales en toda la diócesis, dejando pendiente la sexta por haber llegado la hora de su partida de este mundo. Su pueblo fue abatido por muchas penas y enfermedades, una de ella era la migración, pero nunca se alejó de él. Renovó la vida de los seminarios.
Recuerda la realidad de la estación de Piacenza, el puerto de Génova y particularmente la estación del tren de Milán. Las obras de la emigración nace de las visitas pastorales, porque se da cuenta de la situación de su pueblo.
Utilizó como escudo episcopal la Escalera de Jacob (Gen 28,12).

### Fundaciones
El 28 de noviembre de 1887 funda la congregación de los Misioneros de San Carlos, más conocidos como Scalabrinianos, y a las Misioneras de San Carlos, o Scalabrinianas, el 25 de octubre de 1895 con el fin de apoyar a los migrantes italianos en su búsqueda de mejores condiciones de vida para ellos y sus familias.

## Muerte y beatificación
Muere en Piacenza el 1° de junio de 1905. Fue beatificado por el papa Juan Pablo II en 1997. Sus reliquias se veneran en una urna de cristal, ubicada bajo el altar de la Catedral de Piacenza en Italia.
El 21 de mayo de 2022 se anunció que el papa Francisco ha dispensado del segundo milagro para la canonización de Scalabrini, por lo que se anunció en el consistorio del 27 de agosto de 2022 su canonización, misma que ocurrió el 9 de octubre de 2022, en Roma.